# Cemitério Laurel Hill
Cemitério Laurel Hill (em inglês:  Laurel Hill Cemetery) é um cemitério em Filadélfia, Pensilvânia, o segundo maior cemitério-jardim dos Estados Unidos. Foi classificado um Marco Histórico Nacional em 1998, um dos poucos cemitérios a receber esta distinção.
Tem uma área de 74
-acre(s) (300 000 m2), com mais de 33.000 monumentos e mais de 11.000 lotes familiares.

## História

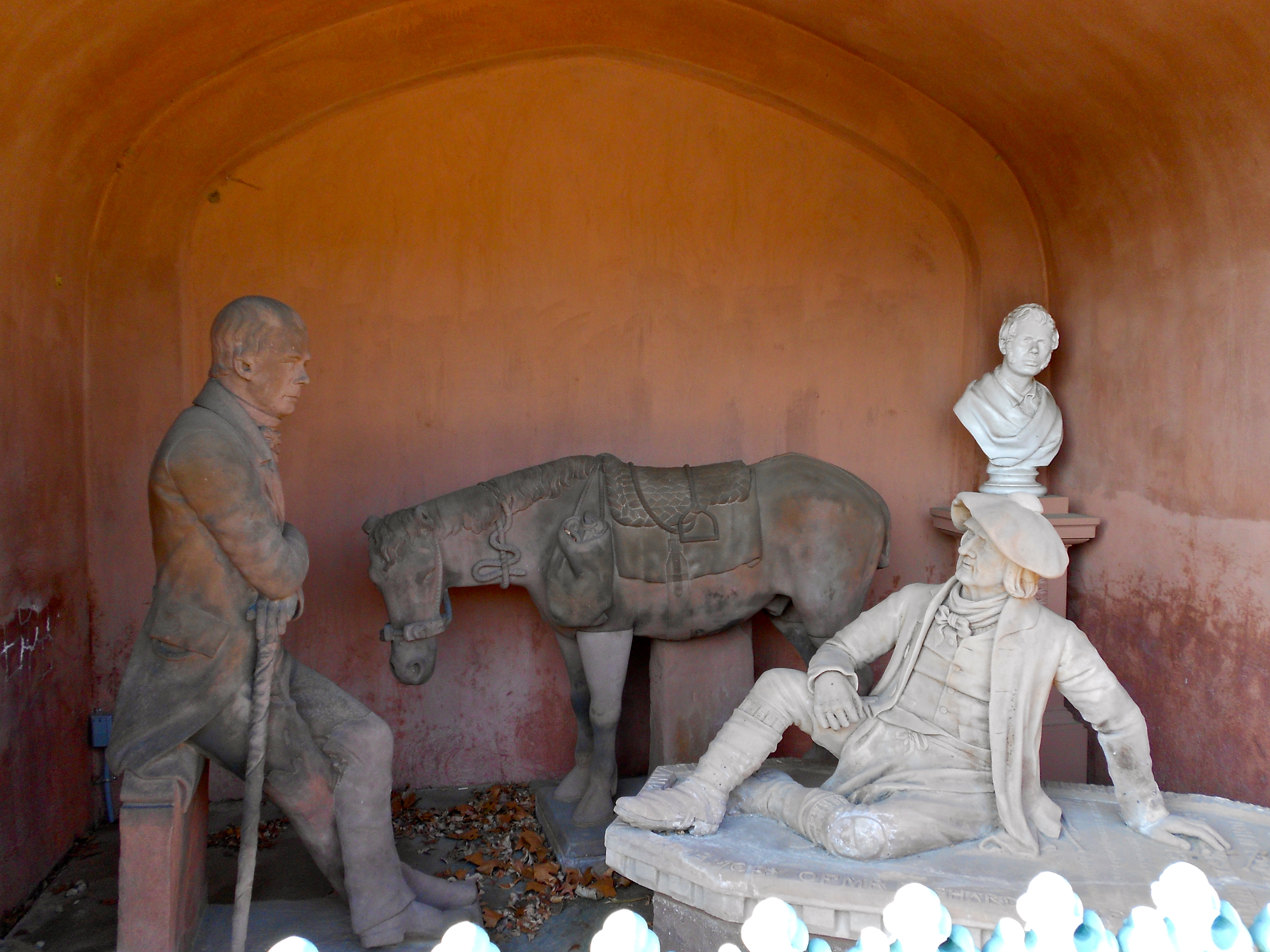
Old Mortality, seu pônei e Walter Scott, próximo à entrada principal

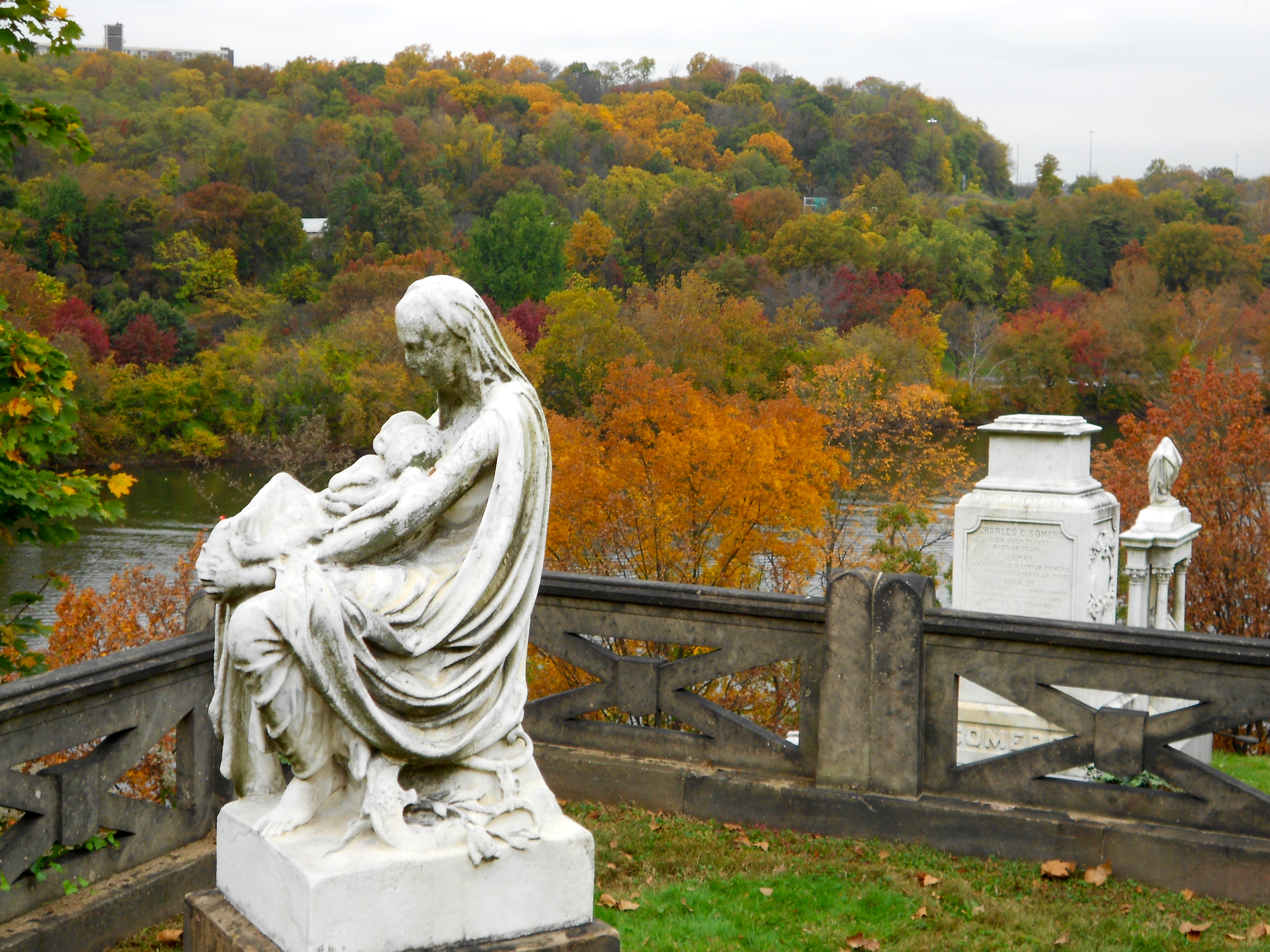
Mother and Twins Monument

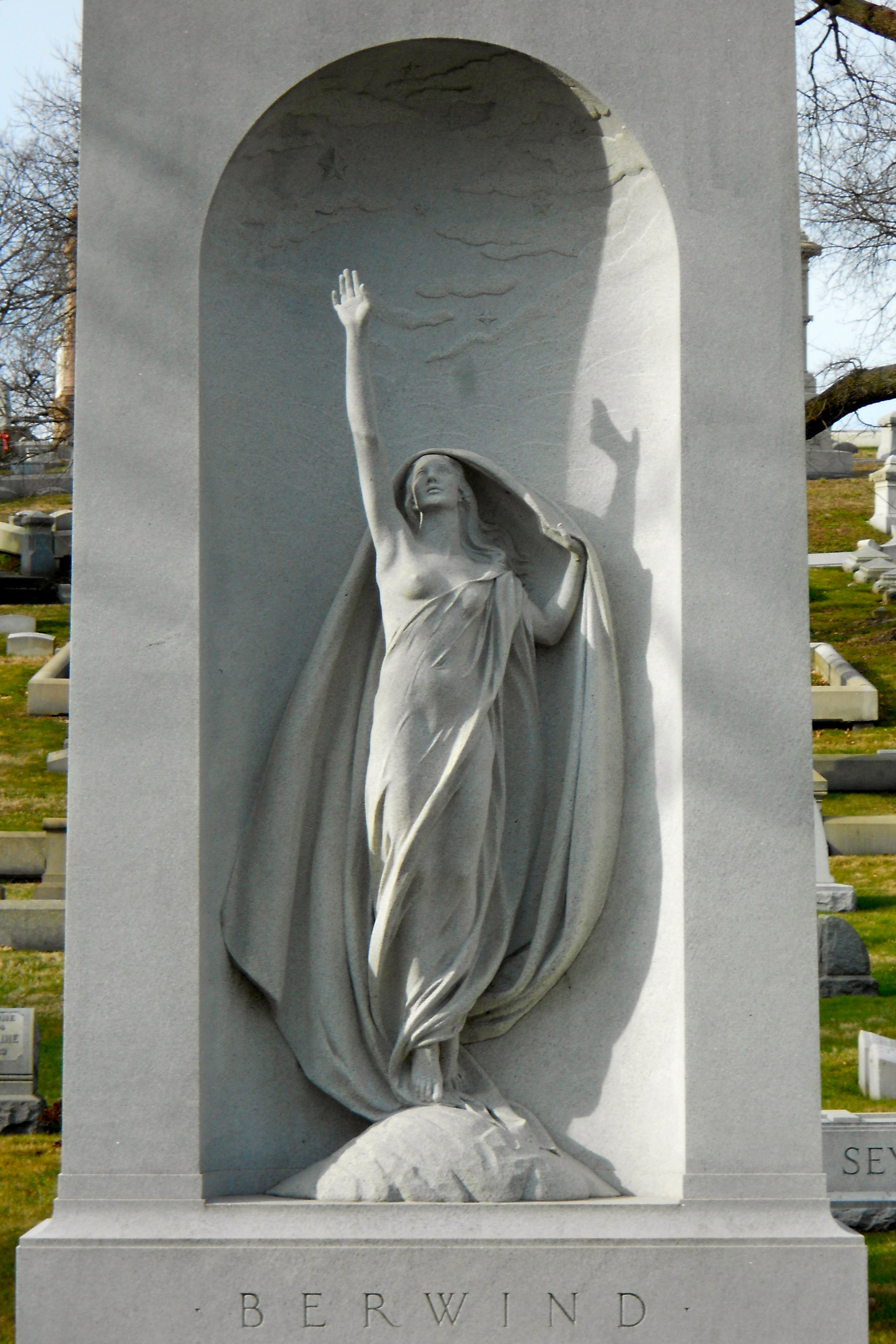
The sculpture Aspiration by Harriet Whitney Frishmuth and the Berwind tomb

## Sepultamentos notáveis
- Robert Adams Jr. (1849–1906)[4]
- Hilary Baker (1746–1798)[4]

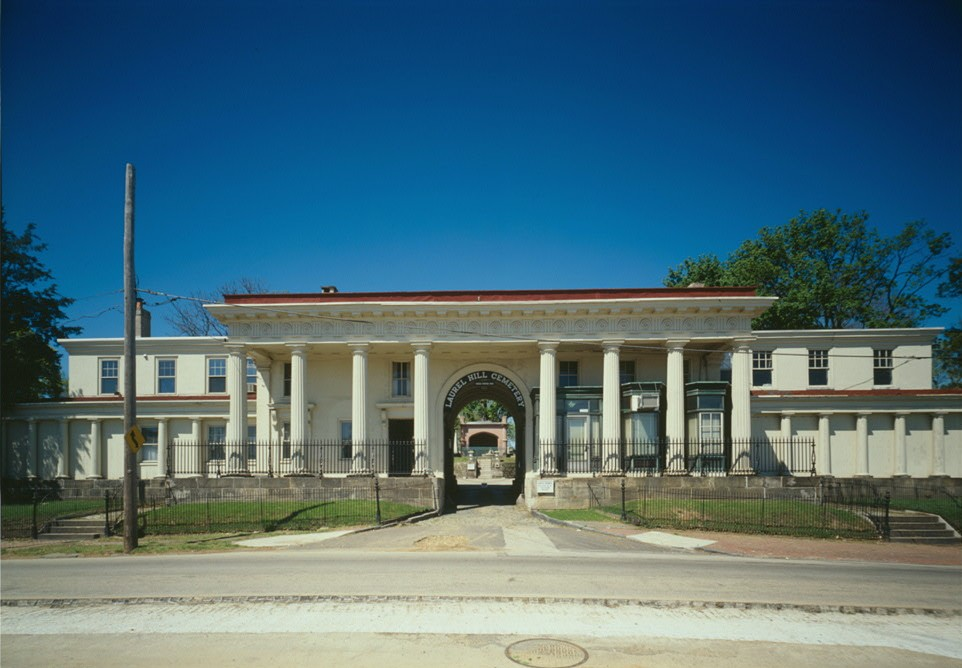
Gatehouse built in 1835

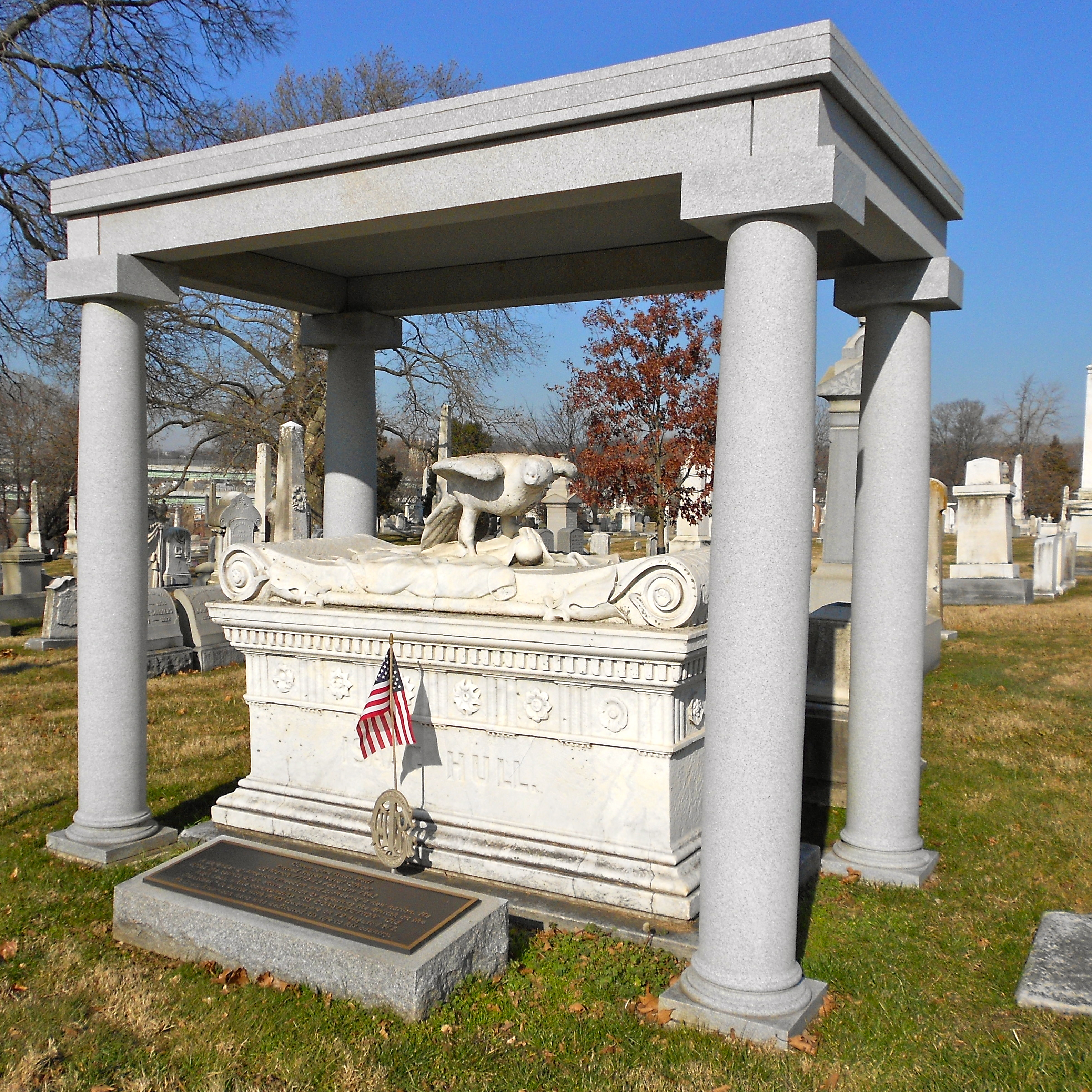
Isaac Hull

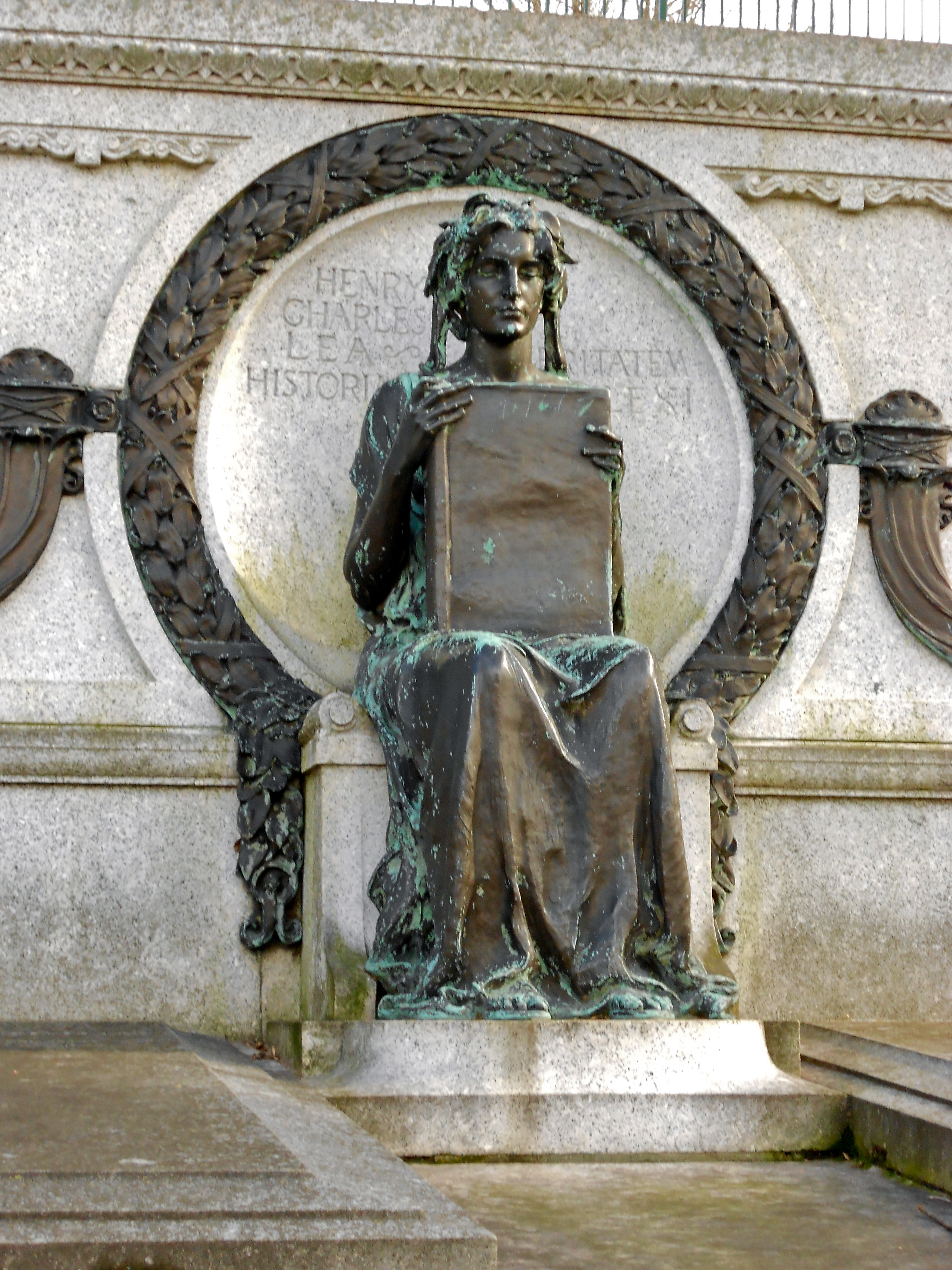
Henry Charles Lea

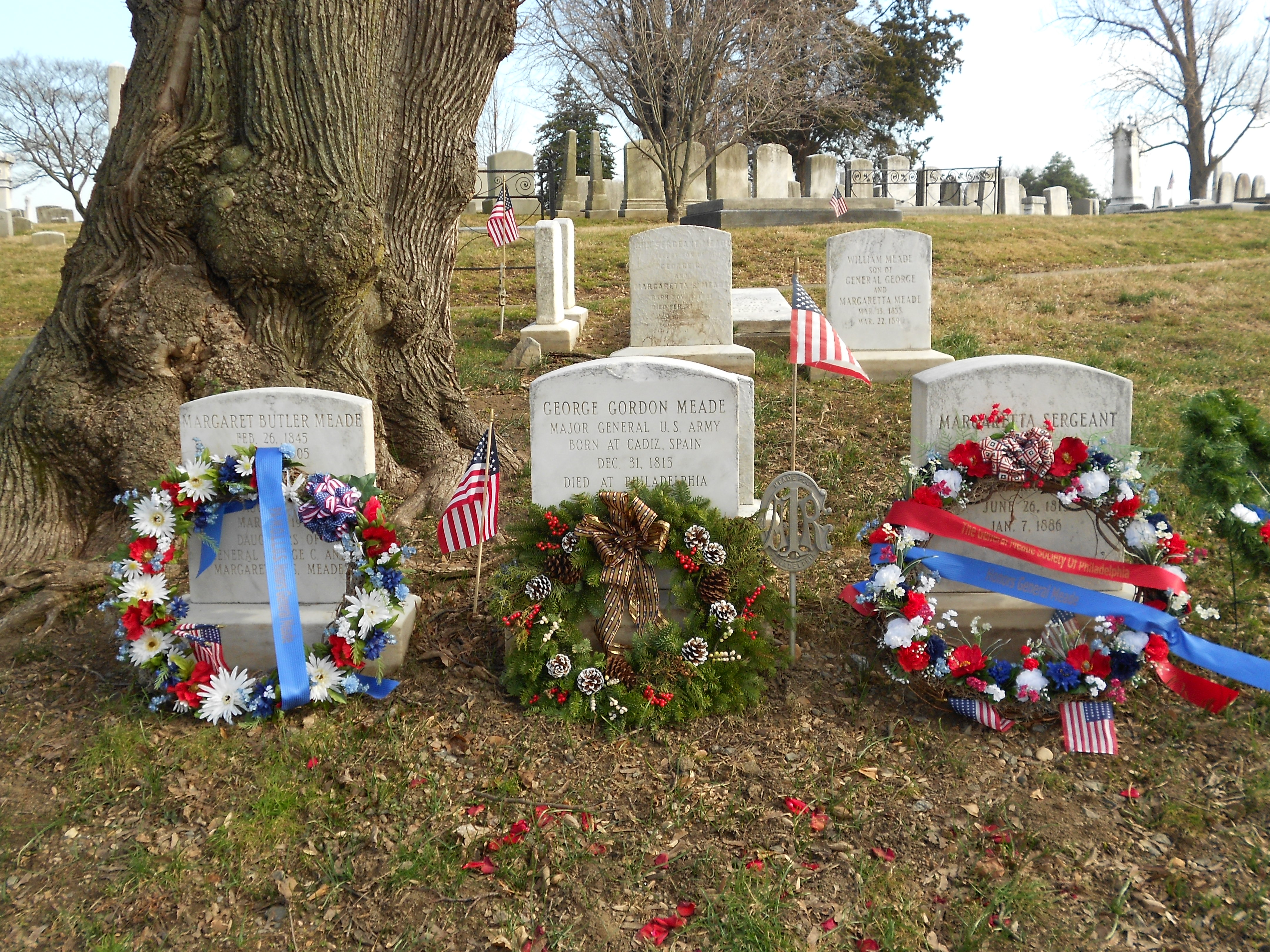
General George Meade

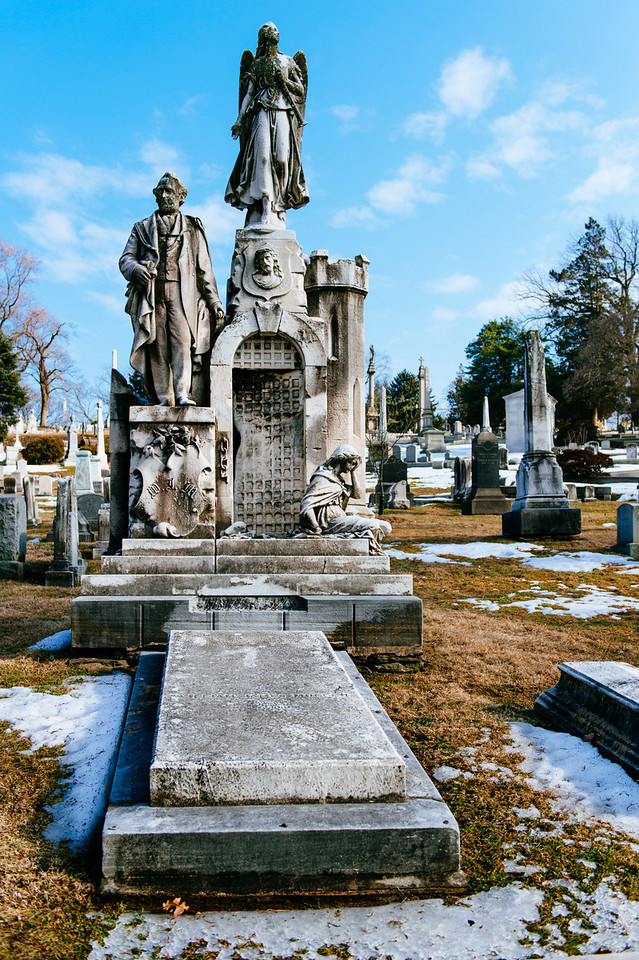
William J. Mullen Tomb (1881) by Daniel Kornbau (incorrectly reported as E. Kornbau in some references).

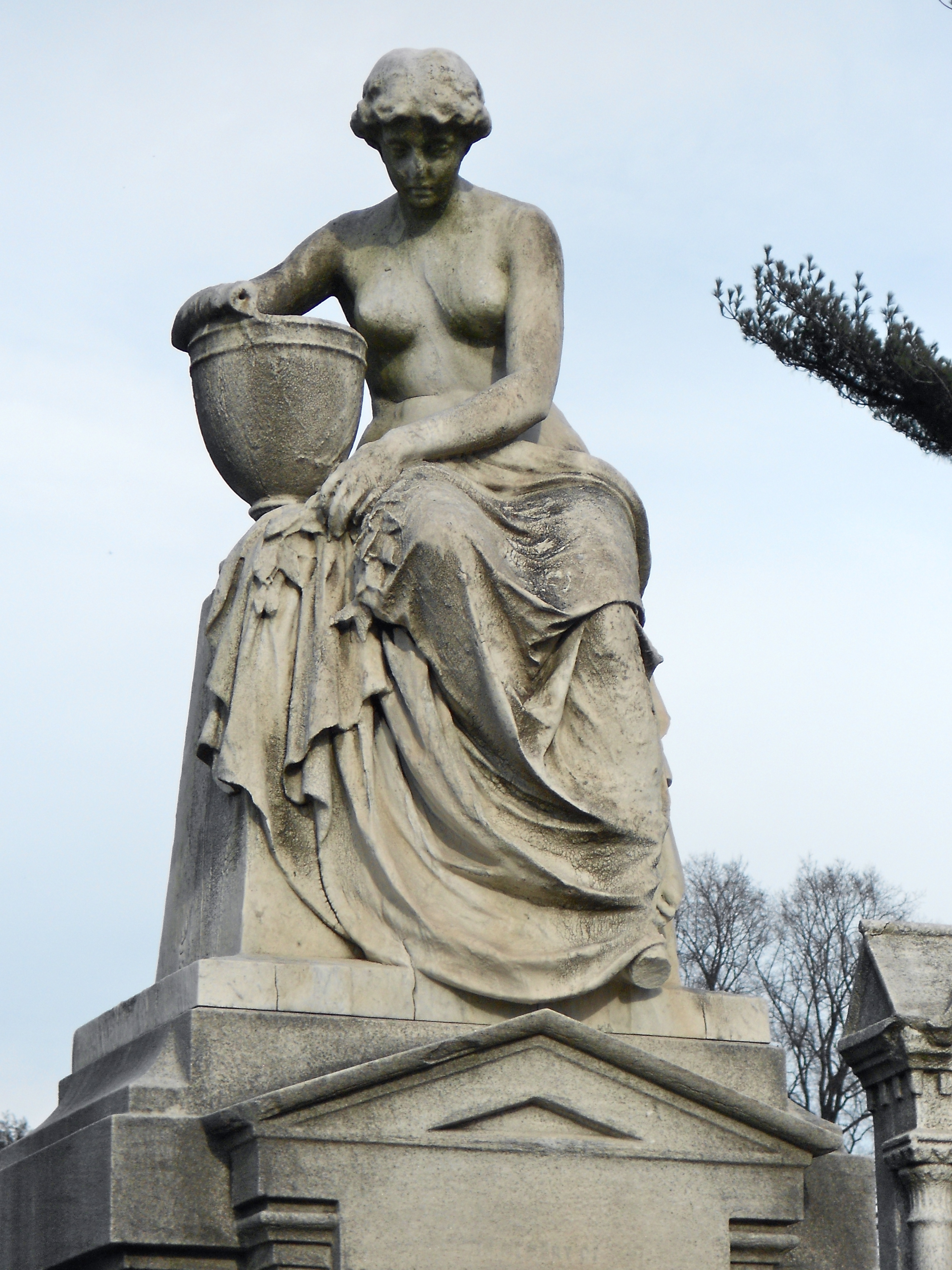
Francis E. Patterson

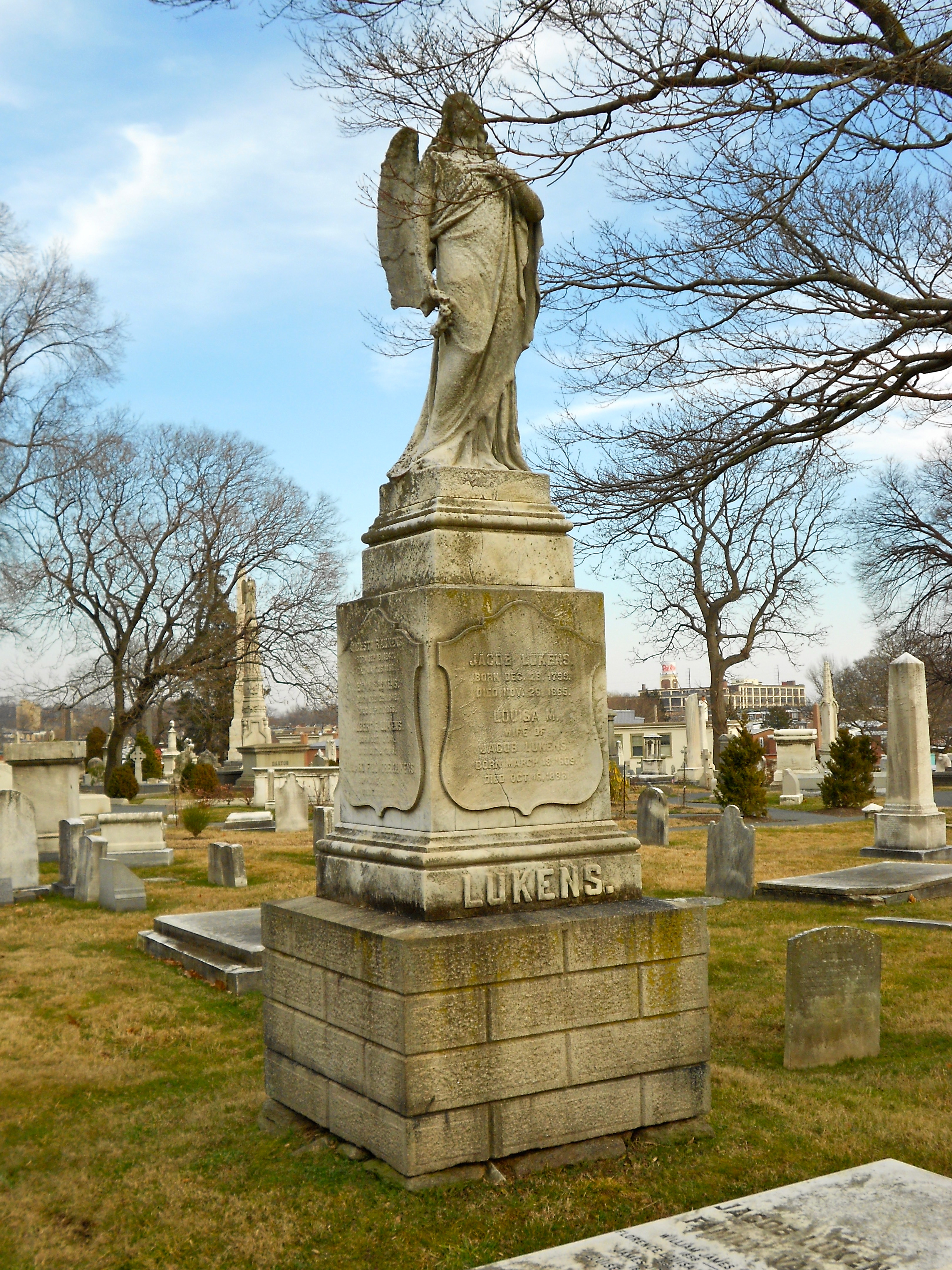
Jacob Lukens

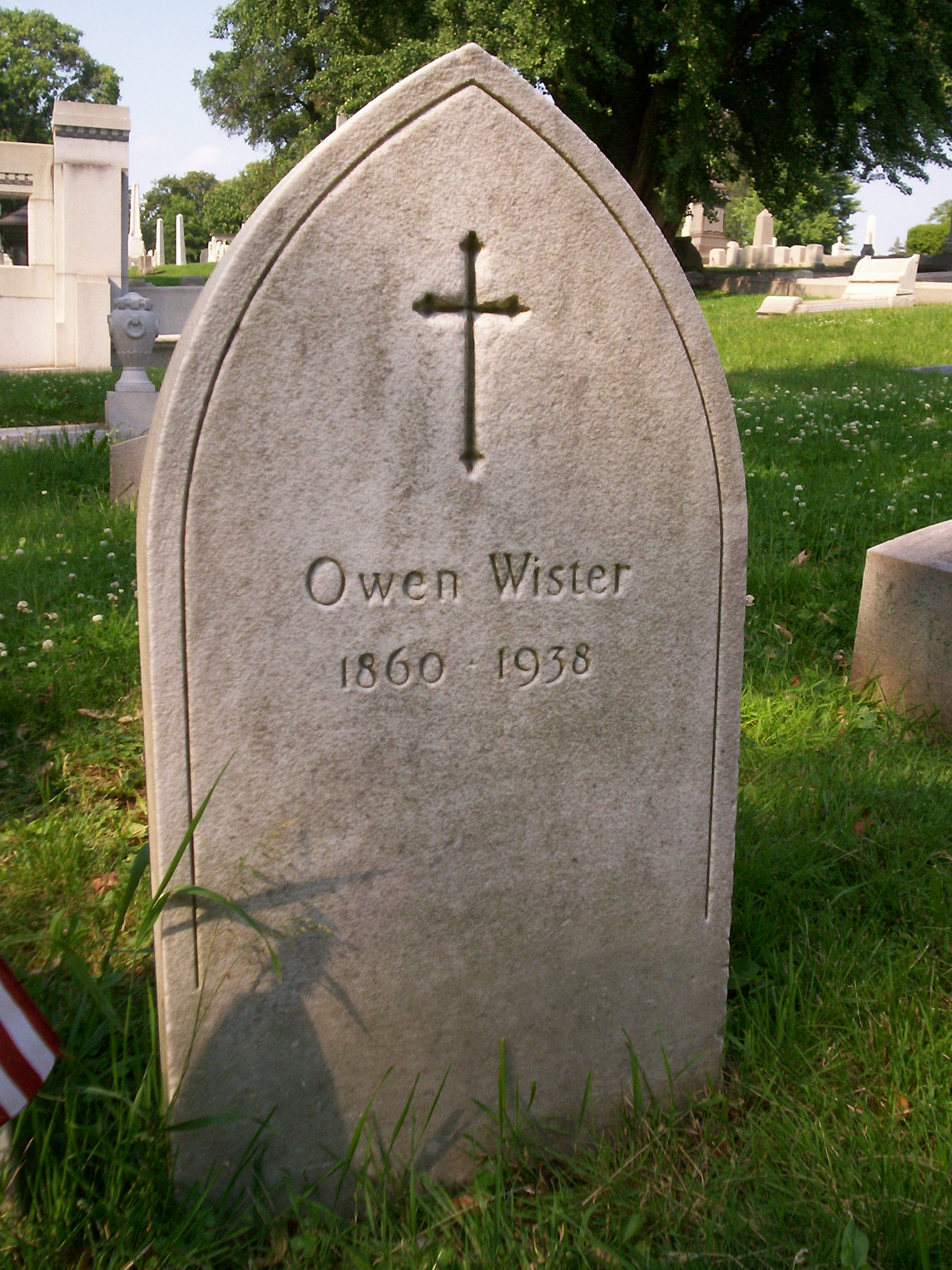
Owen Wister

- Matthias William Baldwin (1795–1866), empresário, Baldwin Locomotive Works[4]
- Alexander Biddle (1819–1899)[4]
- Robert Montgomery Bird (1803–1854)médico[4]
- David Bispham (1857–1921), cantor de ópera[4]
- Charles E. Bohlen (1904–1974), diplomata[4]
- Henry Bohlen (1810–1862)[4]
- George Henry Boker (1823–1890), poeta, diplomata[4]
- Joseph Bonnell (1802–1840), West Point graduate, hero of the Texas Revolution
- Adolph E. Borie (1809–1880)[4]
- Charles Brown (1797–1883), U.S. Congressman from Pennsylvania[4]
- John Cassin (1813–1869), ornitologista
- George William Childs (1829–1894)[4]
- Walter Colton (1797–1851)
- David Conner (1792–1856), U.S. naval officer[4]
- Robert T. Conrad (1810–1858), mayor of Philadelphia[4]
- Joel Cook (1842–1910), U.S. Congressman from Pennsylvania[4]
- Robert Cornelius (1809–1893), fotógrafo pioneiro
- Martha Coston (1826–1904), inventora e empresária[4]
- Samuel W. Crawford (1829–1892), Union army general[4]
- Louisa Knapp Curtis (1851–1910), jornalista[4]
- John A. Dahlgren (1809–1870), U.S. naval officer[4]
- Richard Dale (1756–1826), Revolutionary naval officer[4]
- Henry Deringer (1786–1868), gunsmith[4]
- Henry Disston (1819–1878), businessman, Disston Saw Works[4]
- Ida Dixon (1854–1916), socialite and first female golf course architect in the United States[5]
- George Meade Easby (1918–2005), great-grandson of General George Meade and a celebrity figure
- George Nicholas Eckert (1802–1865), U.S. Congressman from Pennsylvania[4]
- Robert H. Foerderer (1860–1903), U.S. Congressman from Pennsylvania[4]
- Adam Forepaugh (1831–1890), an entrepreneur, businessman, and circus owner[4]
- Samuel Gibbs French (1818–1910), Confederate General[4] has a cenotaph in his family's plot in Laurel Hill.
- Frank Furness (1839–1912), Medal of Honor recipient, architect[4]
- Henry D. Gilpin (1801–1860), U.S. Attorney General[4]
- Louis Antoine Godey (1804–1878) American editor and publisher[4]
- Thomas Godfrey (1704–1749), optician and inventor[4]
- Frederick Gutekunst (1831-1917), prominent photographer
- Henry Schell Hagert (1826–1885), writer, poet, Philadelphia district attorney
- Sarah Hale (1788–1879), writer, poet[4]
- Frederick Halterman (1831–1907), U.S. Congressman[4]
- James Harper (1780–1873), U.S. Congressman[4]
- Ferdinand Rudolph Hassler (1770–1843), first superintendent of the United States Coast Survey[4]
- Joseph Hemphill (1770–1842), U.S. Congressman[4]
- Alexander Henry (1823–1883), Civil War mayor of Philadelphia
- Henry Wilson Hodge (1865–1919), engineer
- Isaac Hull (1773–1843), Commodore, USN, captained Constitution to victory over HMS Guerriere[4]
- Owen Jones (1819–1878), U.S. Congressman[4]
- Harry Kalas (1936–2009), Philadelphia Phillies Hall of Fame broadcaster[4]
- Elisha Kent Kane (1820–1857), explorer
- William D. Kelley (1814–1890), U.S. Congressman[4]
- William J. Kirkpatrick (1838–1921), composer
- Henry Charles Lea (1825–1909), historian
- Michael Leib (1760–1822), U.S. Congressman[4]
- Lewis Charles Levin (1808–1860), U.S. Congressman[4]
- George Horace Lorimer (1868–1937), journalist[4]
- Thomas McKean (1734–1817), lawyer and politician, Signer of the Declaration of Independence[4]
- George Gordon Meade (1815–1872), Union General, victor at the Battle of Gettysburg[4]
- Hugh Mercer (1726–1777), Continental general in the American Revolution[4]
- Helen Abbott Michael (1857–1904), plant chemist
- William Millward (1822–1871), U.S. Congressman[4]
- John Moffet (1831–1884), U.S. Congressman[4]
- Edward Joy Morris (1815–1881), U.S. Congressman[4]
- Charles Naylor (1806–1872), U.S. Congressman[4]
- John Notman (1810–1865), architect and designer of Laurel Hill
- Francis E. Patterson (1821–1862), Union general in the Civil War
- Titian Peale (1799–1885), artist[4]
- John C. Pemberton (1814–1881), Confederate Civil War General[4]
- Garrett J. Pendergrast (1802–1862), U.S. Civil War naval officer[4]
- Boies Penrose (1860–1921), U.S. Senator[4]
- Samuel J. Randall (1828–1890), U.S. Congressman[4]
- Thomas Buchanan Read (1822–1872), American poet, sculptor, portrait-painter[4]
- Joseph Reed (1741–1785), Continental Congressman
- John E. Reyburn (1845–1914), U.S. Congressman, mayor of Philadelphia[4]
- William S. Reyburn (1882–1946), U.S. Congressman[4]
- David Rittenhouse (1732–1796), astronomer, inventor, mathematician, surveyor[4]
- John Robbins (1808–1880), U.S. Congressman[4]
- Richard Rush (1780–1859), U.S. Attorney General[4]
- Lawrence Saint (1885–1961), stained glass artist
- Jonathan Sergeant (1746–1793), Continental Congressman[4]
- Charles Ferguson Smith (1807–1862), U.S. Army General[4]
- Witmer Stone (1866–1939), ornithologist, botanist
- Thomas Sully (1783–1872), portrait painter[4]
- Charles Thomson (1729–1824), secretary of the Continental Congress[4]
- George Washington Toland (1796–1869), U.S. Congressman[4]
- Levi Twiggs (1793–1847), officer in the U. S. Marine Corps[4]
- Job Roberts Tyson (1803–1858), U.S. Congressman[4]
- Richard Vaux (1816–1895), U.S. Congressman, mayor of Philadelphia[4]
- Thomas Ustick Walter (1804–1887), architect[4]
- Jonathan Williams (1751–1815), U.S. Army officer and first superintendent of West Point
- Peter A. B. Widener (1834–1915), business tycoon, philanthropist[4]
- Isaac J. Wistar (1827–1905), Union Army general and penologist[6]
- Owen Wister (1860–1938), novelist, author of The Virginian[4]
- Jacob Zeilin (1806–1880), 7th Commandant of the U.S. Marine Corps, Marine Corps' first general officer[4]